# 香港電影金像獎最佳原創電影音樂
香港電影金像獎最佳原創電影音樂是現行頒發的獎項，於1983年創立，前称“最佳电影配乐”、“最佳音乐”，该奖项表彰當年香港電影中最出色的原創電影音樂。

## 得奖和提名名单
|  | 獲獎者 |

### 1980年代（1983 — 1989 年）
| 年份 （屆次）    | 姓名           | 片名           | 來源  |
| ---------------- | -------------- | -------------- | ----- |
| 1983年 （第2屆） | 鮑比達         | 《再生人》     | [ 1 ] |
| 1983年 （第2屆） | 泰迪羅賓       | 《最佳拍檔》   | [ 1 ] |
| 1983年 （第2屆） | 羅永暉         | 《投奔怒海》   | [ 1 ] |
| 1983年 （第2屆） | 祝恆謙         | 《荒漠人》     | [ 1 ] |
| 1983年 （第2屆） | 林敏怡         | 《烈火青春》   | [ 1 ] |
| 1984年 （第3屆） | 陳志遠、李壽全 | 《搭錯車》     | [ 2 ] |
| 1984年 （第3屆） | 沈聖德         | 《打擂台》     | [ 2 ] |
| 1984年 （第3屆） | 林敏怡         | 《半邊人》     | [ 2 ] |
| 1984年 （第3屆） | 林敏怡         | 《男與女》     | [ 2 ] |
| 1984年 （第3屆） | 鮑比達         | 《我愛夜來香》 | [ 2 ] |
| 1985年 （第4屆） | 林敏怡         | 《傾城之戀》   | [ 3 ] |
| 1985年 （第4屆） | 喜多郎         | 《似水流年》   | [ 3 ] |
| 1985年 （第4屆） | 林慕德         | 《省港旗兵》   | [ 3 ] |
| 1985年 （第4屆） | 黃霑           | 《上海之夜》   | [ 3 ] |
| 1985年 （第4屆） | 沈聖德         | 《唐朝豪放女》 | [ 3 ] |
| 1986年 （第5屆） | Melody Bank    | 《殭屍先生》   | [ 4 ] |
| 1986年 （第5屆） | 羅永暉         | 《女人心》     | [ 4 ] |
| 1986年 （第5屆） | 盧冠廷         | 《1/2段情》    | [ 4 ] |
| 1986年 （第5屆） | 林敏怡         | 《龍的心》     | [ 4 ] |
| 1987年 （第6屆） | 羅永暉         | 《夢中人》     | [ 5 ] |
| 1987年 （第6屆） | 盧冠廷         | 《最愛》       | [ 5 ] |
| 1987年 （第6屆） | 羅永暉         | 《美國心》     | [ 5 ] |
| 1987年 （第6屆） | 林敏怡         | 《地下情》     | [ 5 ] |
| 1987年 （第6屆） | 顧嘉煇         | 《英雄本色》   | [ 5 ] |
| 1988年 （第7屆） | 戴樂民、黃霑   | 《倩女幽魂》   | [ 6 ] |
| 1988年 （第7屆） | 泰迪羅賓       | 《龍虎風雲》   | [ 6 ] |
| 1988年 （第7屆） | 盧冠廷         | 《秋天的童話》 | [ 6 ] |
| 1988年 （第7屆） | 盧冠廷         | 《監獄風雲》   | [ 6 ] |
| 1988年 （第7屆） | 鍾定一         | 《最後勝利》   | [ 6 ] |
| 1989年 （第8屆） | 黎小田         | 《胭脂扣》     | [ 7 ] |
| 1989年 （第8屆） | 鍾定一         | 《三人世界》   | [ 7 ] |
| 1989年 （第8屆） | 鍾定一         | 《旺角卡門》   | [ 7 ] |
| 1989年 （第8屆） | 盧冠廷         | 《七小福》     | [ 7 ] |
| 1989年 （第8屆） | 羅永暉         | 《群鶯亂舞》   | [ 7 ] |

### 1990年代（1990 — 1999 年）
| 年份 （屆次）     | 姓名                         | 片名                       | 來源   |
| ----------------- | ---------------------------- | -------------------------- | ------ |
| 1990年 （第9屆）  | 羅大佑、魯世傑               | 《八両金》                 | [ 8 ]  |
| 1990年 （第9屆）  | 盧冠廷                       | 《英雄本色III夕陽之歌》    | [ 8 ]  |
| 1990年 （第9屆）  | 羅大佑、魯世傑               | 《阿郎的故事》             | [ 8 ]  |
| 1991年 （第10屆） | 顧嘉煇、黃霑、戴樂民         | 《古今大战秦俑情》         | [ 9 ]  |
| 1991年 （第10屆） | 史擷詠                       | 《滾滾紅塵》               | [ 9 ]  |
| 1991年 （第10屆） | 沈聖德                       | 《愛在別鄉的季節》         | [ 9 ]  |
| 1991年 （第10屆） | 黃霑、戴樂民                 | 《笑傲江湖》               | [ 9 ]  |
| 1991年 （第10屆） | 劉以達                       | 《廟街皇后》               | [ 9 ]  |
| 1991年 （第10屆） | 羅大佑、Fabio Carli          | 《天若有情》               | [ 9 ]  |
| 1992年 （第11屆） | 黃霑                         | 《黃飛鴻》                 | [ 10 ] |
| 1992年 （第11屆） | 包以正                       | 《婚姻勿語》               | [ 10 ] |
| 1992年 （第11屆） | 李宗盛、Kenshima             | 《莎莎嘉嘉站起來》         | [ 10 ] |
| 1992年 （第11屆） | 倫永亮、陳明道               | 《何日君再來》             | [ 10 ] |
| 1992年 （第11屆） | 鮑比達                       | 《衛斯理之霸王卸甲》       | [ 10 ] |
| 1992年 （第11屆） | 戴樂民、黃霑                 | 《倩女幽魂III：道道道》    | [ 10 ] |
| 1993年 （第12屆） | 小蟲                         | 《阮玲玉》                 | [ 11 ] |
| 1993年 （第12屆） | 袁卓凡                       | 《笑傲江湖II東方不敗》     | [ 11 ] |
| 1993年 （第12屆） | 袁卓凡, Johnny Njo           | 《黃飛鴻之二：男兒當自強》 | [ 11 ] |
| 1993年 （第12屆） | 盧冠廷                       | 《92黑玫瑰對黑玫瑰》       | [ 11 ] |
| 1993年 （第12屆） | 顧嘉煇                       | 《武狀元蘇乞兒》           | [ 11 ] |
| 1994年 （第13屆） | 劉以達、韋啟良               | 《誘僧》                   | [ 12 ] |
| 1994年 （第13屆） | 黃霑、雷頌德                 | 《青蛇》                   | [ 12 ] |
| 1994年 （第13屆） | 胡偉立                       | 《東方三俠》               | [ 12 ] |
| 1994年 （第13屆） | 袁卓凡                       | 《白髮魔女傳》             | [ 12 ] |
| 1994年 （第13屆） | 鮑比達                       | 《新不了情》               | [ 12 ] |
| 1994年 （第13屆） | 小蟲                         | 《愛在黑社會的日子》       | [ 12 ] |
| 1995年 （第14屆） | 黃霑、胡偉立、雷頌德、黃英華 | 《梁祝》                   | [ 13 ] |
| 1995年 （第14屆） | 許愿、趙增熹                 | 《金枝玉葉》               | [ 13 ] |
| 1995年 （第14屆） | 小蟲                         | 《紅玫瑰白玫瑰》           | [ 13 ] |
| 1995年 （第14屆） | 陳勳奇、Roel A.Garcia        | 《東邪西毒》               | [ 13 ] |
| 1995年 （第14屆） | 陳勳奇、Roel A.Garcia        | 《重慶森林》               | [ 13 ] |
| 1995年 （第14屆） | 李漢金、溫浩傑               | 《我和春天有個約會》       | [ 13 ] |
| 1996年 （第15屆） | 陳勳奇、Roel A. Garcia       | 《墮落天使》               | [ 14 ] |
| 1996年 （第15屆） | 黃嘉倩、潘健康               | 《和平飯店》               | [ 14 ] |
| 1996年 （第15屆） | 許愿、黃偉年、伍樂城         | 《山水有相逢》             | [ 14 ] |
| 1996年 （第15屆） | 鮑比達                       | 《夜半歌聲》               | [ 14 ] |
| 1996年 （第15屆） | 胡偉立、黃英華               | 《花月佳期》               | [ 14 ] |
| 1997年 （第16屆） | 趙增熹                       | 《甜蜜蜜》                 | [ 15 ] |
| 1997年 （第16屆） | 許愿、趙增熹、劉祖德         | 《色情男女》               | [ 15 ] |
| 1997年 （第16屆） | 劉以達                       | 《三個受傷的警察》         | [ 15 ] |
| 1997年 （第16屆） | 金培達                       | 《衝鋒隊：怒火街頭》       | [ 15 ] |
| 1997年 （第16屆） | 趙增熹、金培達、許愿         | 《嫲嫲帆帆》               | [ 15 ] |
| 1998年 （第17屆） | 喜多郎、Randy Miller         | 《宋家皇朝》               | [ 16 ] |
| 1998年 （第17屆） | 黃嘉倩                       | 《一個字頭的誕生》         | [ 16 ] |
| 1998年 （第17屆） | 王雙駿                       | 《初纏戀后的2人世界》      | [ 16 ] |
| 1998年 （第17屆） | 葉小綱                       | 《半生緣》                 | [ 16 ] |
| 1998年 （第17屆） | 金培達                       | 《神偷諜影》               | [ 16 ] |
| 1999年 （第18屆） | 陳光榮                       | 《風雲雄霸天下》           | [ 17 ] |
| 1999年 （第18屆） | 李迪文、趙增熹               | 《玻璃之城》               | [ 17 ] |
| 1999年 （第18屆） | 趙增熹                       | 《安娜瑪德蓮娜》           | [ 17 ] |
| 1999年 （第18屆） | 于逸堯、梁基爵               | 《愈快樂愈墮落》           | [ 17 ] |
| 1999年 （第18屆） | 林華全、畢國智               | 《去年煙花特別多》         | [ 17 ] |

### 2000年代（2000 — 2009 年）
| 年份 （屆次）     | 姓名                                           | 片名                    | 來源   |
| ----------------- | ---------------------------------------------- | ----------------------- | ------ |
| 2000年 （第19屆） | 金培達                                         | 《星願》                | [ 18 ] |
| 2000年 （第19屆） | 林華全、朱慶祥                                 | 《細路祥》              | [ 18 ] |
| 2000年 （第19屆） | 鍾志榮                                         | 《鎗火》                | [ 18 ] |
| 2000年 （第19屆） | 陳光榮                                         | 《中華英雄》            | [ 18 ] |
| 2000年 （第19屆） | 金培達                                         | 《紫雨風暴》            | [ 18 ] |
| 2001年 （第20屆） | 譚盾                                           | 《臥虎藏龍》            | [ 19 ] |
| 2001年 （第20屆） | 金培達                                         | 《夏日的麼麼茶》        | [ 19 ] |
| 2001年 （第20屆） | 韋啟良、恭碩良                                 | 《順流逆流》            | [ 19 ] |
| 2001年 （第20屆） | Michael Galasso                                | 《花樣年華》            | [ 19 ] |
| 2001年 （第20屆） | 伍樂城                                         | 《薰衣草》              | [ 19 ] |
| 2002年 （第21屆） | 何崇志                                         | 《麥兜故事》            | [ 20 ] |
| 2002年 （第21屆） | 黃英華                                         | 《少林足球》            | [ 20 ] |
| 2002年 （第21屆） | 黎允文                                         | 《北京樂與路》          | [ 20 ] |
| 2002年 （第21屆） | 梅林茂                                         | 《慌心假期》            | [ 20 ] |
| 2002年 （第21屆） | 張亞東                                         | 《藍宇》                | [ 20 ] |
| 2003年 （第22屆） | 譚盾                                           | 《英雄》                | [ 21 ] |
| 2003年 （第22屆） | 金培達、 Cho Sung-Woo                          | 《三更之回家》          | [ 21 ] |
| 2003年 （第22屆） | 陳勳奇、 Roel A. Garcia                        | 《天下無雙》            | [ 21 ] |
| 2003年 （第22屆） | 朱慶祥、林華全                                 | 《香港有個荷里活》      | [ 21 ] |
| 2003年 （第22屆） | 陳光榮                                         | 《無間道》              | [ 21 ] |
| 2004年 （第23屆） | 金培達                                         | 《忘不了》              | [ 22 ] |
| 2004年 （第23屆） | 鍾志榮、張兆鴻                                 | 《向左走·向右走》       | [ 22 ] |
| 2004年 （第23屆） | 陳光榮                                         | 《無間道II》            | [ 22 ] |
| 2004年 （第23屆） | 陳光榮                                         | 《無間道III：終極無間》 | [ 22 ] |
| 2004年 （第23屆） | 鍾志榮                                         | 《PTU》                 | [ 22 ] |
| 2005年 （第24屆） | Peer Raben、梅林茂                             | 《2046》                | [ 23 ] |
| 2005年 （第24屆） | 雷頌德                                         | 《大城小事》            | [ 23 ] |
| 2005年 （第24屆） | 黃英華                                         | 《功夫》                | [ 23 ] |
| 2005年 （第24屆） | 金培達                                         | 《旺角黑夜》            | [ 23 ] |
| 2005年 （第24屆） | Surender Sodhi                                 | 《桃色》                | [ 23 ] |
| 2006年 （第25屆） | 金培達、高世章                                 | 《如果·愛》             | [ 24 ] |
| 2006年 （第25屆） | 川井憲次                                       | 《七劍》                | [ 24 ] |
| 2006年 （第25屆） | 久石讓                                         | 《情癲大聖》            | [ 24 ] |
| 2006年 （第25屆） | 羅大佑                                         | 《黑社會》              | [ 24 ] |
| 2006年 （第25屆） | 陳光榮                                         | 《頭文字D》             | [ 24 ] |
| 2007年 （第26屆） | 金培達                                         | 《伊莎貝拉》            | [ 25 ] |
| 2007年 （第26屆） | 譚盾                                           | 《夜宴》                | [ 25 ] |
| 2007年 （第26屆） | 陳光榮                                         | 《傷城》                | [ 25 ] |
| 2007年 （第26屆） | 梅林茂                                         | 《滿城盡帶黃金甲》      | [ 25 ] |
| 2007年 （第26屆） | 川井憲次                                       | 《墨攻》                | [ 25 ] |
| 2008年 （第27屆） | 久石讓                                         | 《姨媽的后現代生活》    | [ 26 ] |
| 2008年 （第27屆） | Payont Permsith & Jadet Chawang                | 《C+偵探》              | [ 26 ] |
| 2008年 （第27屆） | 陳光榮、金培達、Chatchai Pongprapaphan、高世章 | 《投名狀》              | [ 26 ] |
| 2008年 （第27屆） | 金培達                                         | 《門徒》                | [ 26 ] |
| 2008年 （第27屆） | Andre Matthias                                 | 《戰·鼓》               | [ 26 ] |
| 2009年 （第28屆） | 岩代太郎                                       | 《赤壁》                | [ 27 ] |
| 2009年 （第28屆） | 黎允文                                         | 《三國之見龍卸甲》      | [ 27 ] |
| 2009年 （第28屆） | 柴維耶·杰摩、弗雷德·艾薇兒                     | 《文雀》                | [ 27 ] |
| 2009年 （第28屆） | 藤原育郎                                       | 《畫皮》                | [ 27 ] |
| 2009年 （第28屆） | 川井憲次                                       | 《葉問》                | [ 27 ] |

### 2010年代（2010 — 2019 年）
| 年份 （屆次）     | 姓名                                   | 片名                                      | 來源   |
| ----------------- | -------------------------------------- | ----------------------------------------- | ------ |
| 2010年 （第29屆） | 陳光榮、金培達                         | 《十月圍城》                              | [ 28 ] |
| 2010年 （第29屆） | 岩代太郎                               | 《赤壁II:決戰天下》                       | [ 28 ] |
| 2010年 （第29屆） | 于逸堯                                 | 《淚王子》                                | [ 28 ] |
| 2010年 （第29屆） | 羅大佑                                 | 《復仇》                                  | [ 28 ] |
| 2010年 （第29屆） | 富田惠一、森英治                       | 《舞吧！昴》                              | [ 28 ] |
| 2011年 （第30屆） | 泰迪羅賓、韋啟良                       | 《打擂台》                                | [ 29 ] |
| 2011年 （第30屆） | 麥振鴻                                 | 《分手說愛你》                            | [ 29 ] |
| 2011年 （第30屆） | 金培達                                 | 《狄仁傑之通天帝國》                      | [ 29 ] |
| 2011年 （第30屆） | 金培達                                 | 《劍雨》                                  | [ 29 ] |
| 2011年 （第30屆） | 川井憲次                               | 《葉問2》                                 | [ 29 ] |
| 2012年 （第31屆） | 陳光榮、金培達、Chatchai Pongprapaphan | 《武俠》                                  | [ 30 ] |
| 2012年 （第31屆） | 陳光榮                                 | 《不再讓你孤單》                          | [ 30 ] |
| 2012年 （第31屆） | 陳光榮                                 | 《竊聽風雲2》                             | [ 30 ] |
| 2012年 （第31屆） | 胡偉立、黎翰江、顧鑫                   | 《龍門飛甲》                              | [ 30 ] |
| 2012年 （第31屆） | 黎允文                                 | 《鴻門宴傳奇》                            | [ 30 ] |
| 2013年 （第32屆） | 金培達                                 | 《寒戰》                                  | [ 31 ] |
| 2013年 （第32屆） | 陳光榮、陳致逸                         | 《大上海》                                | [ 31 ] |
| 2013年 （第32屆） | 泰迪羅賓、韋啟良                       | 《消失的子彈》                            | [ 31 ] |
| 2013年 （第32屆） | 林二汶、李端嫻                         | 《DIVA華麗之後》                          | [ 31 ] |
| 2013年 （第32屆） | 陳光榮                                 | 《聽風者》                                | [ 31 ] |
| 2014年 （第33屆） | 梅林茂、Nathaniel Mechaly              | 《一代宗師》                              | [ 32 ] |
| 2014年 （第33屆） | 川井憲次                               | 《狄仁傑之神都龍王》                      | [ 32 ] |
| 2014年 （第33屆） | 戴偉、阿佛                             | 《狂舞派》                                | [ 32 ] |
| 2014年 （第33屆） | 泰迪羅賓、韋啟良                       | 《救火英雄》                              | [ 32 ] |
| 2014年 （第33屆） | 黎允文                                 | 《激戰》                                  | [ 32 ] |
| 2015年 （第34屆） | 盧凱彤、李端嫻                         | 《那夜凌晨，我坐上了旺角開往大埔的紅VAN》 | [ 33 ] |
| 2015年 （第34屆） | 岩代太郎                               | 《太平輪：亂世浮生》                      | [ 33 ] |
| 2015年 （第34屆） | 金培達                                 | 《香港仔》                                | [ 33 ] |
| 2015年 （第34屆） | Eli Marshall                           | 《黃金時代》                              | [ 33 ] |
| 2015年 （第34屆） | 梅林茂                                 | 《黃飛鴻之英雄有夢》                      | [ 33 ] |
| 2016年 （第35屆） | 羅大佑、陳輝陽                         | 《華麗上班族》                            | [ 34 ] |
| 2016年 （第35屆） | 岩代太郎                               | 《太平輪：驚濤摯愛》                      | [ 34 ] |
| 2016年 （第35屆） | 戴偉                                   | 《哪一天我們會飛》                        | [ 34 ] |
| 2016年 （第35屆） | 胡偉立                                 | 《智取威虎山》                            | [ 34 ] |
| 2016年 （第35屆） | 丁可                                   | 《踏血尋梅》                              | [ 34 ] |
| 2017年 （第36屆） | 金培達、波多野裕介                     | 《七月與安生》                            | [ 35 ] |
| 2017年 （第36屆） | 波多野裕介                             | 《一念無明》                              | [ 35 ] |
| 2017年 （第36屆） | 金培達                                 | 《寒戰2》                                 | [ 35 ] |
| 2017年 （第36屆） | 戴偉                                   | 《點五步》                                | [ 35 ] |
| 2017年 （第36屆） | Nathaniel Mechaly                      | 《擺渡人》                                | [ 35 ] |
| 2018年 （第37屆） | 久石讓                                 | 《明月幾時有》                            | [ 36 ] |
| 2018年 （第37屆） | 黃艾倫、翁瑋盈                         | 《29+1》                                  | [ 36 ] |
| 2018年 （第37屆） | 金培達                                 | 《大樂師·為愛配樂》                       | [ 36 ] |
| 2018年 （第37屆） | 李端嫻                                 | 《空手道》                                | [ 36 ] |
| 2018年 （第37屆） | 黃韻玲                                 | 《相愛相親》                              | [ 36 ] |
| 2019年 （第38屆） | RubberBand                             | 《逆流大叔》                              | [ 37 ] |
| 2019年 （第38屆） | 泰迪羅賓、鄧志和                       | 《八步半喜怒哀樂》                        | [ 37 ] |
| 2019年 （第38屆） | 戴偉                                   | 《無雙》                                  | [ 37 ] |
| 2019年 （第38屆） | 陳光榮、陳永健                         | 《黃金兄弟》                              | [ 37 ] |
| 2019年 （第38屆） | 大友良英                               | 《翠絲》                                  | [ 37 ] |

### 2020年代（2020 — 至今）
| 年份 （屆次）     | 姓名                   | 片名               | 來源   |
| ----------------- | ---------------------- | ------------------ | ------ |
| 2020年 （第39屆） | 林二汶                 | 《金都》           | [ 38 ] |
| 2020年 （第39屆） | 貝爾                   | 《少年的你》       | [ 38 ] |
| 2020年 （第39屆） | 波多野裕介             | 《花椒之味》       | [ 38 ] |
| 2020年 （第39屆） | 金培達                 | 《麥路人》         | [ 38 ] |
| 2020年 （第39屆） | 川井憲次               | 《葉問4：完結篇》  | [ 38 ] |
| 2022年 （第40屆） | 坂本龍一               | 《第一爐香》       | [ 39 ] |
| 2022年 （第40屆） | 趙增熹、張人傑         | 《梅艷芳》         | [ 39 ] |
| 2022年 （第40屆） | 川井憲次               | 《智齒》           | [ 39 ] |
| 2022年 （第40屆） | 戴偉                   | 《媽媽的神奇小子》 | [ 39 ] |
| 2022年 （第40屆） | 黃衍仁                 | 《濁水漂流》       | [ 39 ] |
| 2023年 （第41屆） | 黃衍仁                 | 《窄路微塵》       | [ 40 ] |
| 2023年 （第41屆） | 馮之行                 | 《正義迴廊》       | [ 40 ] |
| 2023年 （第41屆） | 陳光榮                 | 《明日戰記》       | [ 40 ] |
| 2023年 （第41屆） | 丁可、馮之行           | 《風再起時》       | [ 40 ] |
| 2023年 （第41屆） | 黃艾倫、翁瑋盈         | 《飯戲攻心》       | [ 40 ] |
| 2024年 （第42屆） | 泰迪羅賓、戴偉         | 《4拍4家族》       | [ 41 ] |
| 2024年 （第42屆） | 朱芸編                 | 《白日之下》       | [ 41 ] |
| 2024年 （第42屆） | 區樂恒、廖頴琛、張戩仁 | 《年少日記》       | [ 41 ] |
| 2024年 （第42屆） | 戴偉                   | 《金手指》         | [ 41 ] |
| 2024年 （第42屆） | 王建威                 | 《填詞L》          | [ 41 ] |
| 2025年 （第43屆） | 朱芸編                 | 《破·地獄》        | [ 42 ] |
| 2025年 （第43屆） | 陳光榮、陳永健         | 《久別重逢》       | [ 42 ] |
| 2025年 （第43屆） | 戴偉                   | 《我談的那場戀愛》 | [ 42 ] |
| 2025年 （第43屆） | 丁可                   | 《爸爸》           | [ 42 ] |
| 2025年 （第43屆） | 川井憲次               | 《九龍城寨之圍城》 | [ 42 ] |

## 外部連結
- 香港電影金像獎官方網站 （页面存档备份，存于）